# Девочка с персиками
Портрет Веры Саввичны Мамонтовой, более известный в литературе как «Де́вочка с пе́рсиками» — картина русского живописца Валентина Серова, одна из наиболее известных его работ, подписанная и датированная 1887 годом. С 1929 года является частью собраний Третьяковской галереи в Москве (инв. 13011).

## История картины
Картина была написана в усадьбе Саввы  Мамонтова Абрамцево, которую тот приобрёл у дочери писателя Сергея Аксакова в 1870 году. На портрете изображена 11-летняя дочь хозяина усадьбы Вера. Девочка нарисована сидящей за столом; на ней розовая блузка с тёмно-синим бантом; на столе нож, листья и 4 персика.
На картине изображена столовая дома Мамонтовых в усадьбе Абрамцево. В 1871 году Мамонтовы купили персиковые деревья в имениях Артёмово и Жилкино, и эти деревья были посажены в оранжерее Мамонтовых. За деревьями ухаживал специально нанятый садовник из Артёмова. Изображённый за правым плечом девочки деревянный гренадер был куплен Мамонтовыми в Троице-Сергиевой лавре в 1884 году, фигурку раскрасил сам Серов.
Впервые Серов попал в Абрамцево в 1875 году, его привезла туда его мать, которая была композитором. В августе 1887 года 11-летняя Вера Мамонтова вбежала в дом и, взяв персик, присела за стол. Валентин Серов, который часто гостил в имении Абрамцево, предложил девочке позировать. Вера позировала 22-летнему Серову каждый день почти два месяца. Серов подарил картину Елизавете Григорьевне Мамонтовой, матери Веры, и картина долгое время висела в комнате. Теперь в Абрамцеве висит копия, а оригинал экспонируется в Третьяковской галерее.
Валентин Серов так отзывался о работе над этой картиной:

Всё, чего я добивался, — это свежести, той особенной свежести, которую всегда чувствуешь в натуре и не видишь в картинах. Писал я больше месяца и измучил её, бедную, до смерти, уж очень хотелось сохранить свежесть живописи при полной законченности, — вот как у старых мастеров.

За картину «Девочка с персиками» Валентин Серов был в 1888 году награждён премией Московского общества любителей художеств.
Справа внизу подпись: Сѣровъ 87. Произведение записано в инвентарной книге Государственной Третьяковской галереи под номером 13011. Приобретена в 1929 году у сестры героини картины — Александры Мамонтовой.
Искусствоведы Русского музея считают, что традицию детских образов в русской живописи, выведенную Серовым в «Девочке с персиками», продолжает портрет Вари Адоратской работы Николая Фешина (1914), передающий «счастливую беззаботность детства». Советский искусствовед Ида Гофман, сравнивая «Девочку с персиками» и картину Александра Головина «Девочка и фарфор» («Фрося»), отмечала, что в картине Головина нет радостного ощущения жизни, которое характерно для картины Валентина Серова. Мир дорогих и красивых предметов, которые окружают героиню «Девочки и фарфора», не приносит ей радости, напротив он её подавляет, во взгляде присутствуют испуг и «тревожный вопрос». Кандидат педагогических наук Любовь Ворошнина предлагает в практическом пособии для академического бакалавриата использовать картину «Девочка с персиками» и другую картину Серова «Мика Морозов» на занятии по развитию речи дошкольников.
- Н. Фешин. Портрет Вари Адоратской. 1914
- А. Головин. Девочка и фарфор. 1916
- В. Серов. Мика Морозов. 1901

## Модель
Изображённая на картине — Вера Саввична Мамонтова (20 октября 1875 — 27 декабря 1907) — дочь Саввы Ивановича и Елизаветы Григорьевны Мамонтовых.
В 1896 году (когда Вере шёл 21 год) Виктор Васнецов написал ещё один её портрет — «Девушка с кленовой веткой».
В ноябре 1903 года в Москве вышла замуж за камер-юнкера, впоследствии обер-прокурора Синода Александра Самарина. После свадебного путешествия в Италию молодые поселились в своём доме в городе Богородске. В браке родились трое детей:
- сын Юрий (1904—1965) — филолог, подозревался в сотрудничестве с ОГПУ во времена репрессий. Этот факт в значительной мере подтверждается в автобиографической книге Алексея Арцыбушева «Милосердия двери»;
- дочь Елизавета, в замужестве Чернышёва (1905—1985) — автор мемуаров.
- сын Сергей (1907—1913).

В конце декабря 1907 года в возрасте 32 лет заболела пневмонией и вскоре умерла. Похоронена в Абрамцеве около церкви Спаса Нерукотворного.
- Фотографии В. С. Мамонтовой и портреты с ней
- Вера Саввична Мамонтова. 
Фотография 1888 года
- Александр Дмитриевич и Вера Саввична Самарины
- Вера Саввична Самарина в поездке на пароходе по Волге. 
Июнь 1902 года
- В. Васнецов. 
 Девушка с кленовой веткой 
(портрет Веры Саввичны Мамонтовой), 
 1896 год
- В. Васнецов. 
 Боярышня (портрет Веры Мамонтовой), 
 1884 год